# Купена волосистая
Купена волосистая, или Купена широколистная (лат. Polygonatum hirtum) — многолетнее растение, вид рода Купена (Polygonatum) подсемейства Нолиновые (Nolinoídeae) семейства Спаржевые (Asparagaceae).

## Ботаническое описание

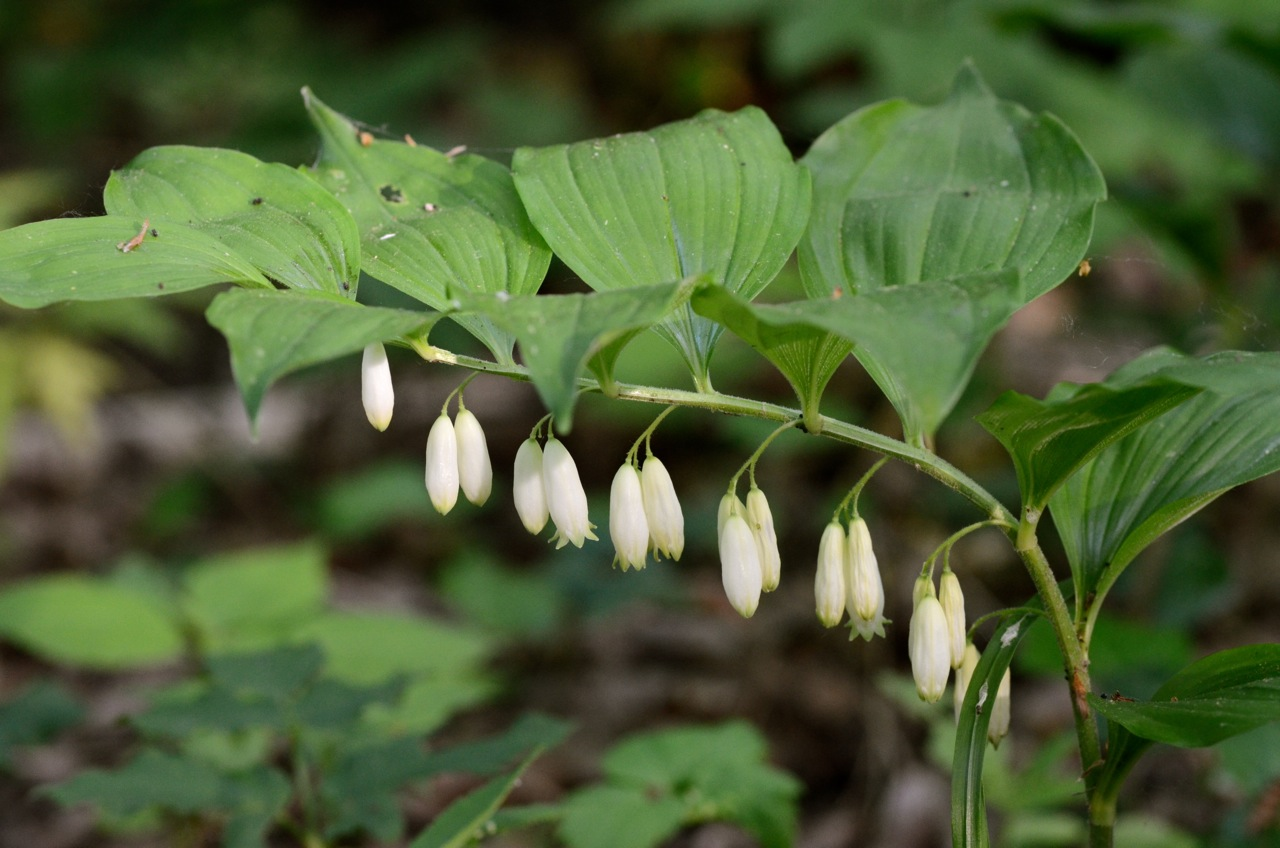
Цветки купены

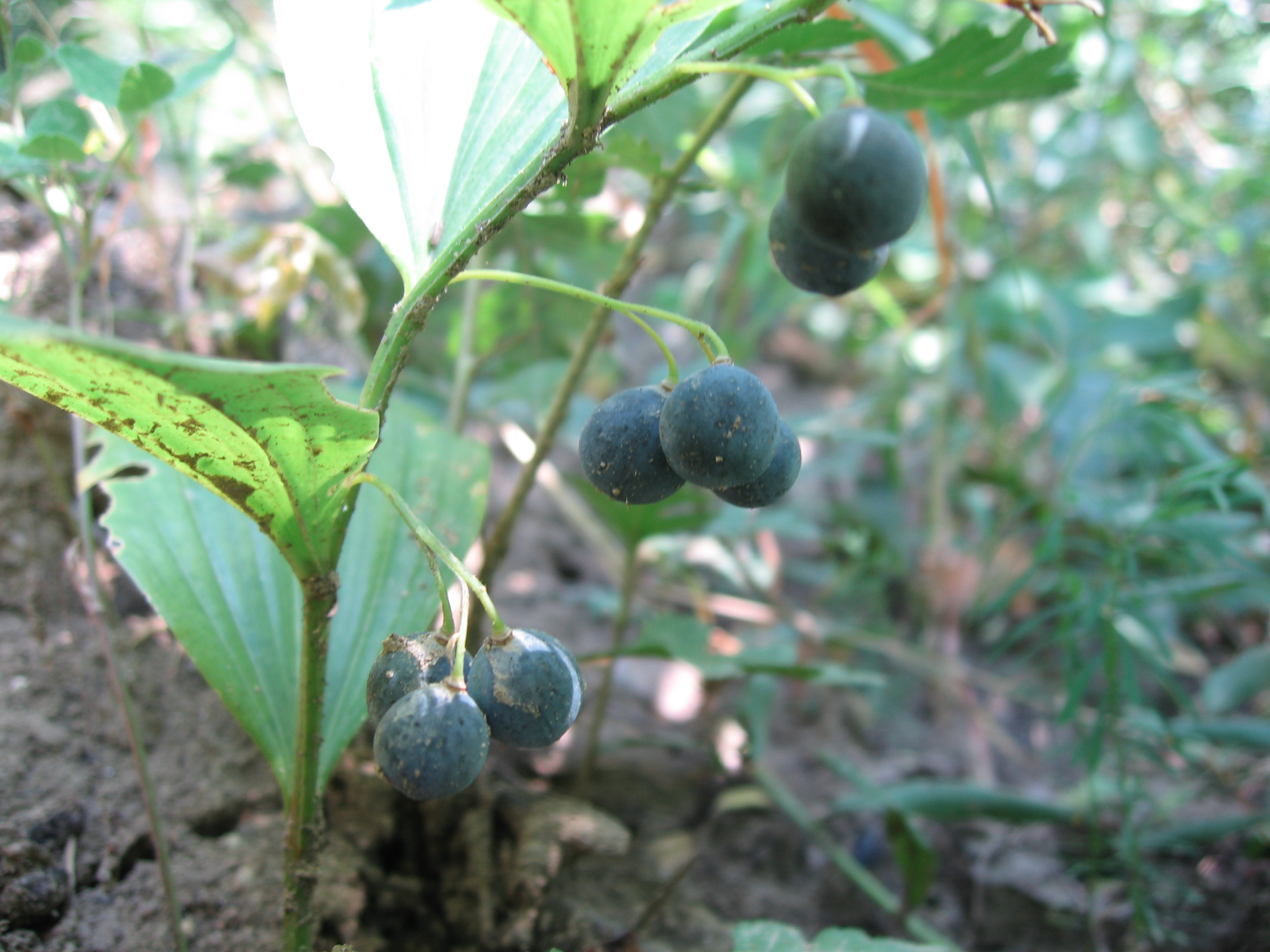
Ягоды купены

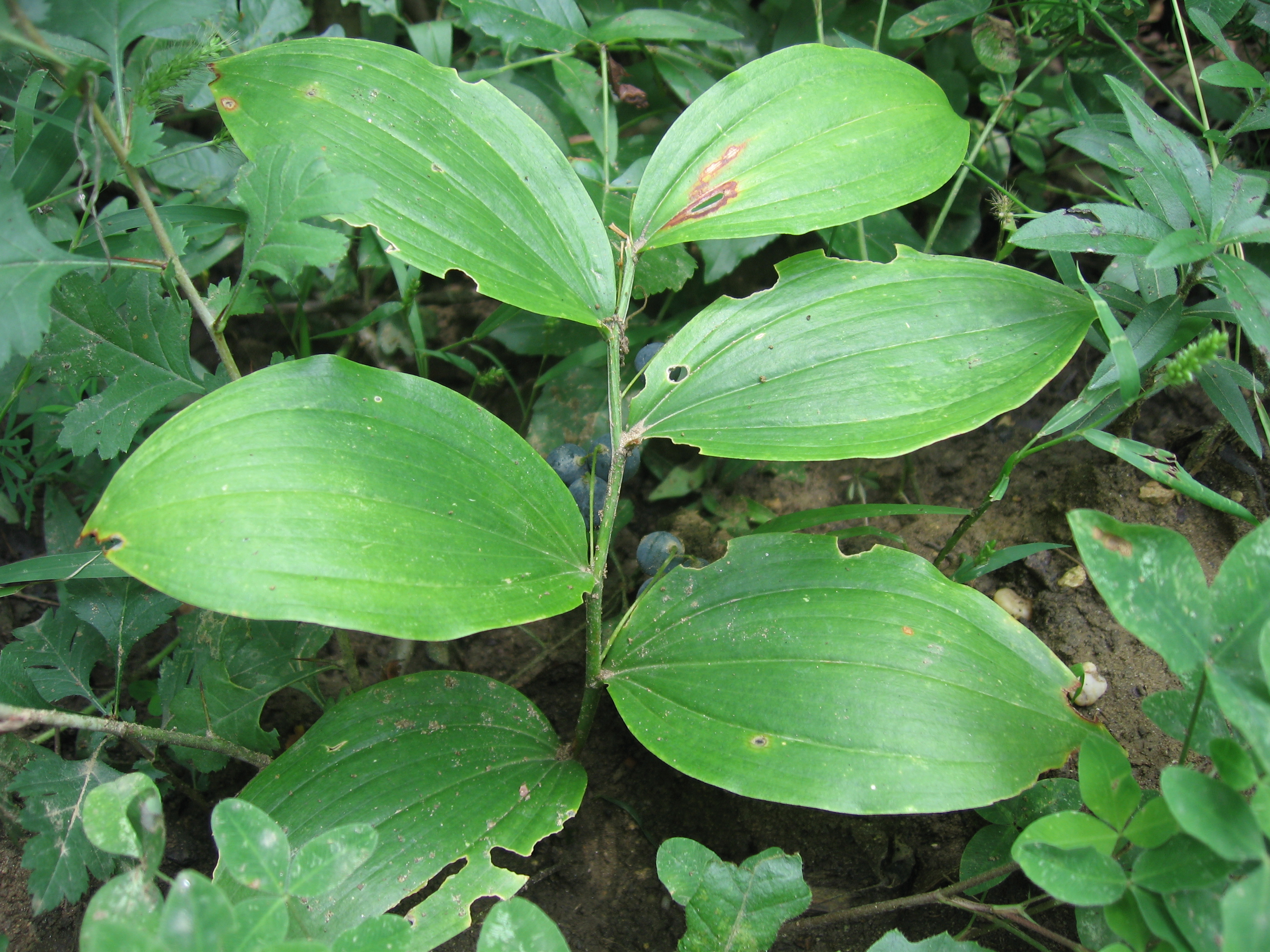
Листья купены

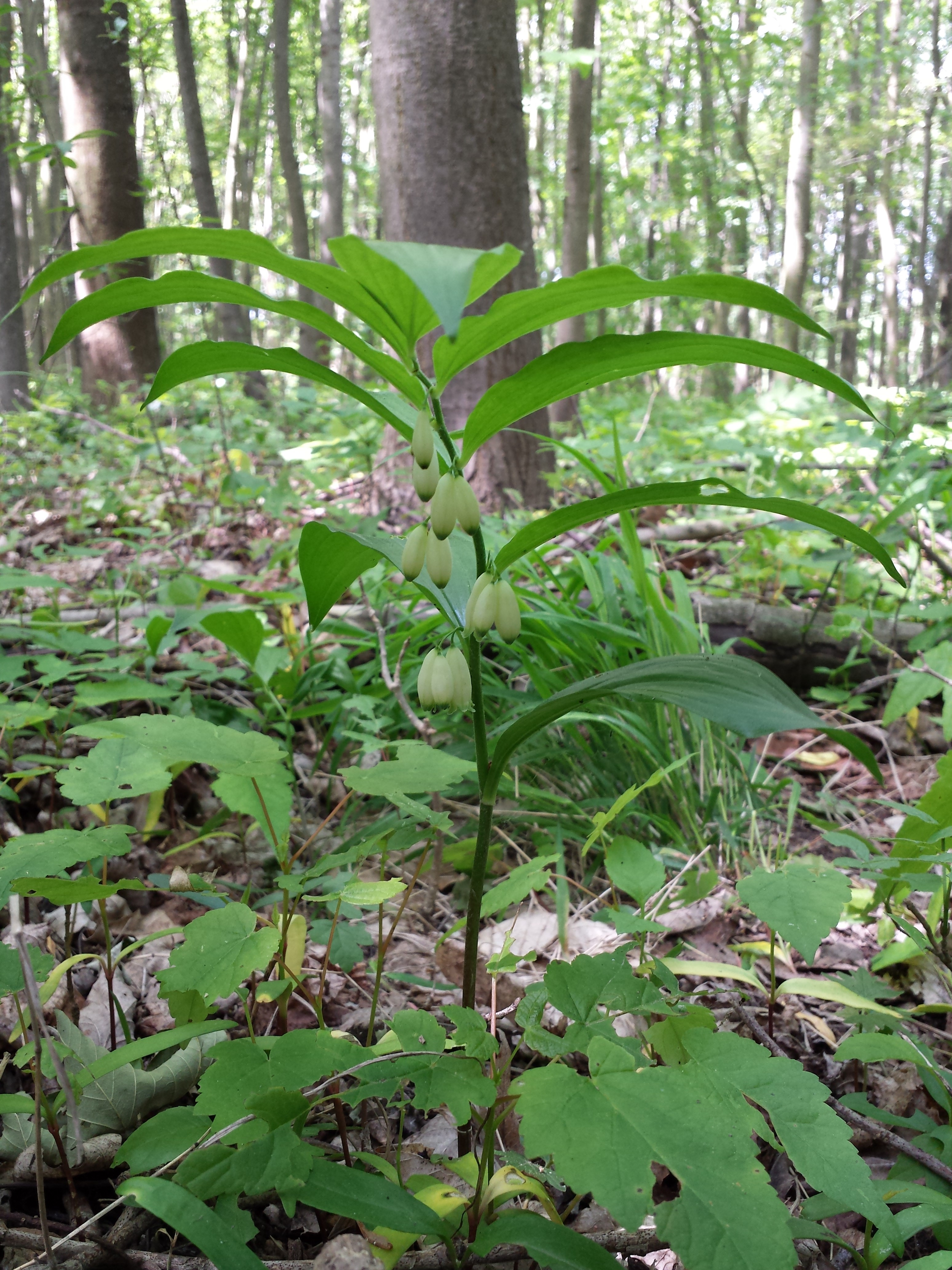
Купена в Национальном парке «Донау-Ауэн»

Стебли до 50 см высотой, несколько гранёные, поникшие, вверху опушенные. Корневище утолщённое мясистые. Листья расположены в 2 ряда, обращённые в одну сторону, широкие, обратнояйцевидные, заострённые, сверху зелёные блестящие, снизу сизоватые опушённые, 10-12 см длиной, 5-7 см в ширину. В пазухах листьев расположены по 1-5 поникших цветков. Цветки двуполые, правильные. Околоцветник трубчатый, белый. Плод - чёрно-синяя ягода. Цветет с мая 20-25 дней. При благоприятных условиях семена прорастают и начинается стадия проростков (на следующий год после созревания семян). Проростки появляются в начале лета.
Характеризуются значительной вариабельностью в зависимости от возрастных состояний.

## Распространение
В диком состоянии растет в европейской части России, Центральной Европе, на Балканах, в Малой Азии. На Украине растёт в лесах, по кустарникам в Закарпатье, Расточье-Ополье, в Правобережной лесостепи, горном Крыму.

## Экология
Это самый засухоустойчивый из всех видов купен. Хорошо растёт при затенении, на плотных почвах, то есть в самых неблагоприятных условиях.

## Охрана
Вид занесён в официальные перечни регионально редких растений Львовской и Днепропетровской областей. В Российской Федерации занесён в Красную книгу Республики Марий Эл и Ростовской области.

## Химический состав
Корневища содержат алкалоиды, сапонины, слизистые вещества, крахмал, сахара и тому подобное. Ядовитое растение.

## Использование
В народной медицине отвар корневищ употребляют внутрь при кашле, остром бронхите и воспалении лёгких, водянке, сахарном диабете, при половом бессилии и как глистогонное средство. Наружно отвар корневищ используют как обезболивающее средство при люмбаго, радикулите, ревматизме, подагре, геморрое и как средство, способствующее рассасыванию синяков. Как болеутоляющее средство используют и настойку корневищ. Отваром корневищ умывают лицо для уменьшения загара, а свежим соком выводят на лице пятна и веснушки. Сильное натирание может вызвать язвы. Корни заготавливают летом или осенью.
Рекомендуется как декоративное растение для украшения участков с сухими, бесструктурными почвами. В культуре образует устойчивые, многолетние заросли быстро разрастаются.

## Систематика
В некоторых источниках основной названием является Polygonatum latifolium (Jacq.) Desf., а Polygonatum hirtum является синонимом.